# Niccolò degli Agostini
Niccolò degli Agostini (Venezia, ... – ...; fl. XVI secolo) è stato un letterato vissuto nella prima metà del sedicesimo secolo.
Compose una affrettata continuazione dell'Orlando innamorato di Matteo Maria Boiardo in tre libri ed è autore di due poemi: Lo innamoramento di Lancillotto e Ginevra e Li successi bellici seguiti nell'Italia, dal fatto d'arme di Gieredada. Gli si attribuisce anche l'Innamoramento di Tristano e Isotta e l'Innamoramento dell'Alluce e dell'Indice.